# آندرا پرادش
آندِرا پرادِش (به زبان تلگو: ఆంధ్ర ప్రదేశ్، به زبان اردو: آندهرا پردیش) یکی از ایالات کشور هند است.
ایالت آندرا پرادش به مرکزیت حیدرآباد از ایالات جنوبی هند محسوب می‌شود و در همسایگی ایالت‌های تامیل نادو در جنوب، کارناتاکا در غرب و ماهاراشترا، مادیا پرادش و اوریسا در شمال بوده و خلیج بنگال در شرق آن واقع شده‌است.
وسعت ایالت آندرا پرادش ۲۷۵۰۶۸ کیلومتر مربع بوده و از این حیث پنجمین ایالت هند محسوب می‌شود.
جمعیت تقریبی این ایالت نیز ۷۹ میلیون نفر است که بر اساس آمار رسمی ۱۳ درصد و بر اساس آمار غیررسمی ۱۸ تا ۲۰ درصد آن مسلمان می‌باشند که از این تعداد حدوداً ۴۰۰ هزار نفر شیعه هستند. جمعیت حیدرآباد نیز بالغ بر ۷ میلیون نفر است که حدود ۴۵ درصد آن مسلمان و ۳۰۰ هزار نفر آن شیعه می‌باشند.
همچنین ایالت آندرا پرادش از سه بخش تلنگانا، رایالاسیما و آندرای ساحلی تشکیل شده که شهر حیدرآباد در بخش تلنگانا قرار گرفته‌است.
در تاریخ ۲ ژوئن سال ۲۰۱۴ ایالت جدیدی (ایالت ۲۹ام) به نام ایالت تلنگانه شامل شهر حیدرآباد به مساحت ۱۱۴٬۸۴۰ کیلومترمربع و حدود ۳۵ میلیون نفر جمعیت تشکیل شد و مابقی ایالت آندراپرادش با مساحت ۱۶۰٬۲۰۵ کیلومترمربع و جمعیت حدود ۵۰ میلیون نفر تحت همان اسم ماند. البته مرکز مشترک هر دو ایالت همچنان شهر بزرگ حیدرآباد می‌باشد.

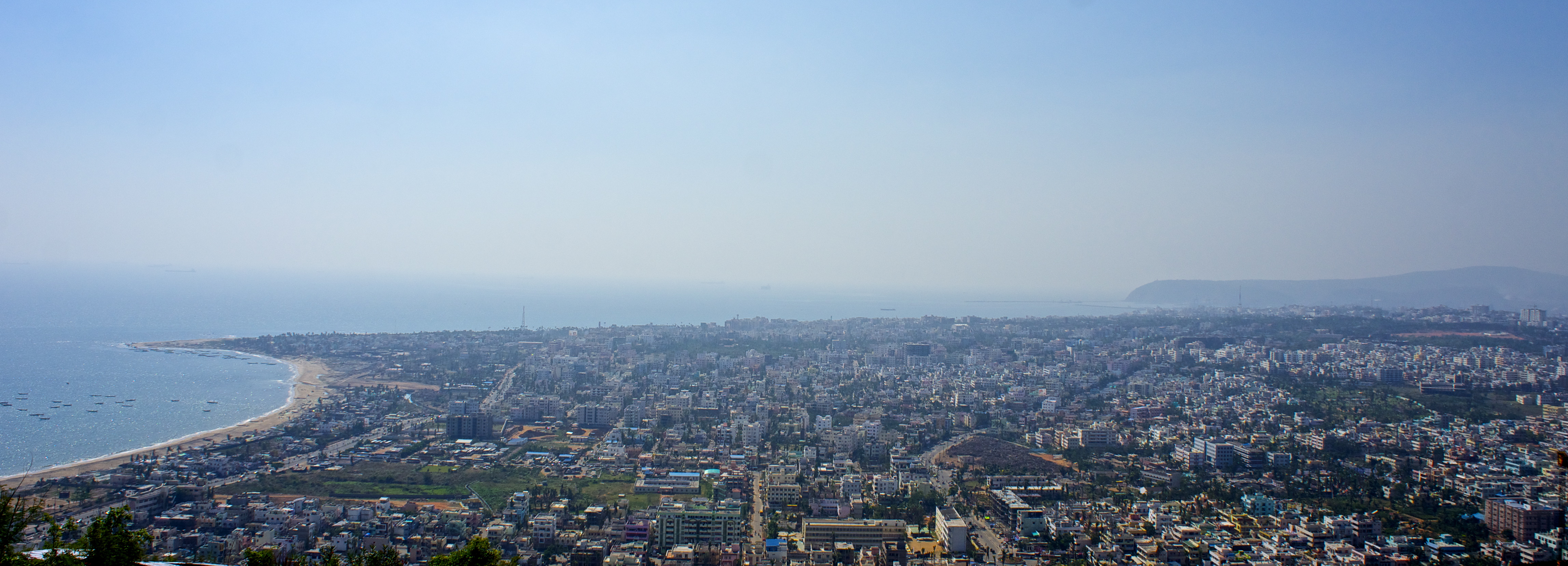
نمایی از شهر ویساکاپاتنام پرجمعیت‌ترین شهر ایالت و چهاردهمین شهر بزرگ هند